# Liste der Baudenkmäler in Kirkel
Diese Liste der Baudenkmäler in Kirkel listet alle Baudenkmäler der saarländischen Gemeinde Kirkel und ihrer Ortsteile auf. Grundlage ist die Veröffentlichung der Landesdenkmalliste im Amtsblatt des Saarlandes vom 22. Dezember 2004 und die aktuelle Teildenkmalliste des Saarpfalz-Kreises in der Fassung vom 9. August 2017.

## Altstadt
| Lage                         | Bezeichnung                                                                | Beschreibung           | Bild |
| ---------------------------- | -------------------------------------------------------------------------- | ---------------------- | ---- |
| Außerhalb der Ortslage, G    | Grenzsteine (Aussteinung Nassau-Saarbrücken, Pfalz-Zweibrücken)            | Einzeldenkmal, 1603    |      |
| Friedensstraße 14            | Schule                                                                     | Einzeldenkmal, 1930    |      |
| Ortsstraße/Turmstraße        | Glockenturm                                                                | Einzeldenkmal, 1859    |      |
| Turmstraße, auf dem Friedhof | Grabdenkmal für Elisabeth Charlotte Weber und Johann Peter Friedrich Weber | Einzeldenkmal, 1862    |      |
| Turmstraße, auf dem Friedhof | Grabdenkmal für Christian Schleppi und Karolina Schleppi                   | Einzeldenkmal, 1881    |      |
| Turmstraße                   | Kriegerdenkmal                                                             | Einzeldenkmal, um 1925 |      |

## Kirkel-Neuhäusel
| Lage               | Bezeichnung                 | Beschreibung                                                   | Bild |
| ------------------ | --------------------------- | -------------------------------------------------------------- | ---- |
| Burgstraße 47      | Wohnteil eines Bauernhauses | Einzeldenkmal, 18. Jhd.                                        |      |
| Burgstraße 53a     | Wohnhaus                    | Einzeldenkmal, 18. Jhd.                                        |      |
| Goethestraße       | Protestantische Pfarrkirche | Einzeldenkmal, erbaut 1876–1878 von Rottenmüller               |      |
| Kaiserstraße 90    | Bauernhaus                  | Einzeldenkmal, 1804                                            |      |
| Schloßbergstraße   | Burgruine                   | Einzeldenkmal, 12.–17. Jh., Wiederaufbau des runden Turms 1954 |      |
| Schloßbergstraße 1 | Inschrifttafel              | Einzeldenkmal, 1595                                            |      |
| Schulstraße 4      | Bauernhaus                  | Einzeldenkmal, 1798                                            |      |

## Limbach
| Lage           | Bezeichnung                                                                   | Beschreibung                                                                                    | Bild |
| -------------- | ----------------------------------------------------------------------------- | ----------------------------------------------------------------------------------------------- | ---- |
| Hauptstraße    | Ensemble Rathaus Limbach                                                      | Hauptstraße 75 Schule von 1912 (Ensemblebestandteil)                                            |      |
| Hauptstraße    | Ensemble Rathaus Limbach                                                      | Hauptstraße 77 ehem. Rathaus heute: Freiwillige Ganztagsschule in Limbach (Ensemblebestandteil) |      |
| Hauptstraße    | Ensemble Rathaus Limbach                                                      | Hauptstraße 79 Einnehmerei, 1905 (Ensemblebestandteil)                                          |      |
| Bahnstraße 3   | Bahnhofsempfangsgebäude                                                       | Einzeldenkmal, um 1910                                                                          |      |
| Hauptstraße    | Grabstätte Bürgermeister Lehmann und Gattin auf dem Alten Friedhof            | Einzeldenkmal, um 1900                                                                          |      |
| Hauptstraße    | Grabmal auf dem Alten Friedhof                                                | Einzeldenkmal, 19. Jh.                                                                          |      |
| Hauptstraße    | Grabstätte „Jacob“ auf dem Alten Friedhof, Steinkreuz                         | Einzeldenkmal, 1890                                                                             |      |
| Hauptstraße    | Grabzeichen „Wagner“ auf dem Alten Friedhof mit Christusfigur                 | Einzeldenkmal, 1907                                                                             |      |
| Hauptstraße    | Grabzeichen auf dem Alten Friedhof, Engelrelief                               | Einzeldenkmal, 19. Jh.                                                                          |      |
| Hauptstraße    | Grabzeichen „Blaufus“ auf dem Alten Friedhof, Obelisk                         | Einzeldenkmal, 1874                                                                             |      |
| Hauptstraße    | Grabstätte Weber auf dem Alten Friedhof, Grabwand                             | Einzeldenkmal, 4. Viertel 19. Jh.                                                               |      |
| Hauptstraße    | Kriegerdenkmal für die Gefallenen des Ersten Weltkrieges                      | Einzeldenkmal, um 1922                                                                          |      |
| Hauptstraße    | Protestantische Pfarrkirche mit Ausstattung                                   | Einzeldenkmal, Turm 13. Jh. und 1580, Umbau 1721, Langhaus 18. Jh.                              |      |
| Hauptstraße 4  | Ehem. Limbacher Mühle mit Wehranlage, Mühlengraben und Ölmühle (Nebengebäude) | Einzeldenkmal, 1769                                                                             |      |
| Hauptstraße 6  | Bauernhof                                                                     | Einzeldenkmal, 18. Jh.                                                                          |      |
| Hauptstraße 28 | Wohnhaus                                                                      | Einzeldenkmal, 1759                                                                             |      |
| Hauptstraße 57 | Arbeiterbauernhaus                                                            | Einzeldenkmal, 1846                                                                             |      |